# مجزرة عائلة اللوح
مجزرة عائلة اللوح (29 أكتوبر 2024) هي مجزرةٌ استهدفت فيها القوات الجوية الإسرائيلية منزل عائلة اللوح الذي يؤوي نازحين من عائلة المصري في مخيم بيت لاهيا شمال قطاع غزة، دون سابق إنذار أو تحذير، مما أدى إلى استشهاد ثمانية عشر شهيداً. وتناثرت أجساد الضحايا على بعد عشرات الأمتار من المنزل المقصوف.
وتعد هذه المجزرة واحدة من العديد من المجازر التي وقعت خلال عملية طوفان الأقصى.

## خلفية الحدث
قامت حركة المقاومة الإسلامية حماس بإطلاق ما لا يقلُّ عن ثلاثة آلاف صاروخ من قطاع غزة باتجاه إسرائيل صباح يوم السبت الموافق 7 أوكتوبر 2023. بالموازاة مع اختراق حوالي 2500 مسلَّح فلسطيني الحاجز بين غزة وإسرائيل بِشَنِّهِم لهجوم عبر السّيارات رُباعيّة الدّفع والدّراجات النّارية والطّائرات الشّراعيّة وغيرها على البلدات المتاخمة للقطاع، والتي تُعرف باسم غلاف غزة، إذ سيطروا على عددٍ من المواقع العسكريَّة خاصة في سديروت، ووصلوا أوفاكيم، واقتحموا نتيفوت، وخاضوا اشتباكاتٍ عنيفة في المستوطنات الثلاثة وفي مستوطنات أخرى. كما أسَرُوا عددًا من الجنود والمواطنين واقتادوهم لغَزَّة، فضلًا عن اغتنامِ مجموعةٍ من الآليَّات العسكريَّة الإسرائيليَّة.
ردًّا على ذلك، بدأت قوات الاحتلال الاسرائيلي هجومها باستعادة السيطرة على المستوطنات التي سبق لقوات حماس السيطرة عليها، وشنَّت هجمات انتقامية قبل أن تعلن الحرب رسميًا على حماس في اليوم التالي. كما نَفَّذَت غارات جوية على قطاع غزة، وشدَّدت حصارها وشنت واحدة من أكثر حملات القصف تدميرًا ودموية في التاريخ الحديث.

## الضحايا
استشهد إثر المجزرة ثمانية عشر فلسطيني، وعُرٍفَ منهم:
1. فتحي سعدي سالم المصري (71 عام).
2. صباح المصري.
3. منى فتحي سعدي المصري (34عام).
4. محمد فتحي سعدي المصري(37 عام).
5. ملاك فتحي سعدي المصري(42 عام).
6. ليلى رامي كامل اللوح (21 عام).
7. رامي كامل خلف اللوح (46 عام).